# James Bay (cântăreț)
James Bay (n. 4 septembrie 1990, Hitchin, Anglia, Regatul Unit) este un cântăreț englez. 

## Biografie
James Bay a început ca muzician solo în Hertfordshire, orașul său natal și în diferite trupe. El a fost înregistrat ca muzician-support și a cântat în programul de deschidere al concertelor lui Tom Odell, John Newman și Kodaline. Ca urmare, compania de discuri, Republic Records l-a remarcat și în 2012, l-a contractat. 
Primul său EP cu cinci cântece a apărut un an mai târziu sub titlul The Dark of the Morning în Marea Britanie. Bay a jucat printre altele la Festivalul Glastonbury și la Hyde Park în programul de deschidere al unui concert Rolling Stones. El a însoțit, de asemenea, pe Taylor Swift la partea europeană a turneului lor din 1989. 
La începutul anului 2014, EP-ul a fost lansat și în SUA și a putut să se plaseze acolo pe Billboard Heatseeker- Charts.  Acest lucru a fost urmat în vară de către al doilea EP Let Let It Go. Din nou, a venit în topurile americane Heatseeker, în plus, titlul piesei a urcat în topurile britanice. Până la sfârșitul anului, James Bay a fost în mai multe prognoze candidatul anului 2015. A primit Critics’ Choice Award la și a obtinut al doilea loc la Sound of 2015 pentru BBC. De asemenea, a fost nominalizat la MTV Brand New pentru 2015 La sfârșitul anului, a aparut al treilea său EP numit Hold Back the River. Titlul cântecului a crescut în top 20 în topurile britanice și a căzut din nou. În cea de-a zecea săptămână, s-a întors în top 20 și a ajuns în cele din urmă pe numărul 2. El a fost plasat, de asemenea, în n multe alte țări, în Australia și în țările vorbitoare de limbă germană, cântecul a ajuns în top 10.  Pe 20  martie 2015 a văzut primul său album de studio numit Chaos and the Calm și ajungând pe numărul 1 în topurile britanice. 

## Discografie
Albume
- 2015: Chaos and the Calm
- 2018: Electric Light

EP - uri
- 2013: The Dark of the Morning
- 2014: Let It Go
- 2014: Hold Back the River
- 2015: Other Sides

Cântece
- 2014: Let It Go
- 2014: Hold Back the River
- 2015: Scars
- 2015: If You Ever Want to Be in Love
- 2016: Best Fake Smile
- 2016: Running
- 2018: Wild Love
- 2018: Pink Lemonade
- 2018: Us (versiune solo sau cu Alicia Keys )
- 2018: Just for Tonight
- 2019: Peer Pressure (feat. Julia Michaels )

## Premii pentru vânzările
| DIsc argint - Regatul Unit - 2017: pentru participarea autorilor Raging ( Kygo ) Disc de aur - Australia - 2015: pentru albumul Chaos and the Calm - Belgia - 2016: pentru Single Let It Go - Danemarca - 2017: pentru participarea autorilor Raging (Kygo) - Canada - 2016: pentru albumul Chaos and the Calm - 2017: pentru participarea autorilor Raging (Kygo) - 2019: pentru singura Pink Lemonade - Mexic - 2017: pentru participarea autorilor Raging (Kygo) - 2018: pentru albumul Chaos and the Calm - Noua Zeelandă - 2016: pentru albumul Chaos și Calm - Norvegia - 2016: pentru albumul Chaos și Calm - Suedia - 2015: pentru albumul Chaos și Calm | Disc de platina - Danemarca - 2015: pentru Single Hold Back the River - 2017: pentru single Let It Go - 2017: pentru albumul Chaos și Calm - Italia - 2018: pentru participarea autorilor Raging (Kygo) - Noua Zeelandă - 2015: pentru Single Hold Back the River - 2015: pentru single Let It Go - Țările de Jos - 2015: pentru single Let It Go - Norvegia - 2016: pentru single Let It Go 2 × înregistrări de platină - Canada - 2019: pentru Single Hold Back the River - Țările de Jos - 2015: pentru Single Hold Back the River - Norvegia - 2016: pentru singurul " Hold Back the River" - Suedia - 2016: pentru single Let It Go 3x Discuri de platină - Australia - 2015: pentru Single Hold Back the River - 2016: pentru single Let It Go - Italia - 2018: pentru Single Hold Back the River - Suedia - 2015: pentru Single Hold Back the River 5x Disc de platină - Canada - 2019: pentru single Let It Go |

## Premii
- Premii BRIT
  - 2015: "Critics' Choice"
  - 2016: "British Male Solo Artist"
- Echo pop 
  - 2016: "Newcomer International"